# Центральний Союз Українського Студентства
Центральний Союз Українського Студентства (ЦЕСУС) — громадська організація студентів українського походження поза СРСР.

## Історія
Заснований на 3-му Всеукраїнському студентському конгресі (Прага, 20 червня — 8 липня 1922 року).
Протягом 1922—1923 років ЦЕСУС об'єднав 4650 студентів і 18 організацій; 1924 — 3364 студенти і 22 організації. З кінця 1920-х років кількість членів почала зменшуватись.
У ЦЕСУС були представлені всі ідеологічно-політичні течії. У 1924 році з ЦЕСУС вийшли радянофільські студенти, заснувавши Ділове об'єднання поступового студентства, яке, однак, незабаром перестало існувати. З початку 1930-х років найсильнішою течією була націоналістична.
Наприкінці 1920-х — на початку 1930-х років створено триступневу структуру студентських організацій (централя, крайові організації, громади), яка улегшувала завдання ЦЕСУС, бо крайові союзи перебрали частину організаційної і культурної праці. В окремих країнах ЦЕСУС закладав свої представництва, залишивши за собою тільки загальне керівництво.
Восени 1934 року, у висліді зміни політики чехо-словацького уряду (зближення з Польщею та СРСР), ЦЕСУС переніс свій осідок до Відня.
Зазнаючи обмежень своєї діяльності з боку німецьких органів, ЦЕСУС у 1939 році спробував перенести свій осідок до Риму, але цьому перешкодив початок Другої світової війни.
На повоєнний час припадає відродження ЦЕСУС. У грудні 1945 року був створений у Мюнхені Центральний еміграційний союз українського студентства (голова П. Мірчук), а в березні 1946-го відновив свою діяльність довоєнний ЦЕСУС. Це був період бурхливого розвитку студентського життя, але політичне суперництво між прихильниками А. Мельника і С. Бандери мало неґативні наслідки. Зрештою, на 4-му Всестудентському з'їзді (Мюнхен, 30 червня — 2 липня 1947 року) конфлікт був залагоджений.
У 1967 році ЦЕСУС розпочав організацію Світових конгресів, які відбувалися з участю крайових союзів та ідеологічних централь у Нью-Йорку (1967), Монреалі (1970), Торонто (1973 і 1977), Філадельфії (1976). З 1971 року розпочав широку акцію на оборону українських дисидентів.
З 1977 роу в ЦЕСУС розпочалася криза керівництва і його діяльність занепала.

## Керівники
- Ґан Петро (1922—1923)
- Федів Ігор (1923—1924)
- Масюкевич Микола (1924—1925)
- Орелецький Василь (1925 — 26 і 1927 — 33)
- Нижанківський Степан (1926—1927)
- Барановський Ярослав (1933—1939)
- Равич Дмитро (1939—1942)
- Білинський Клавдій (1943—1947)
- Р. Залуцький (1947—1948)
- Б. Гук (1949—1952)
- Маркусь Василь (1952—1953)
- Митрович Кирило (1953—1954)

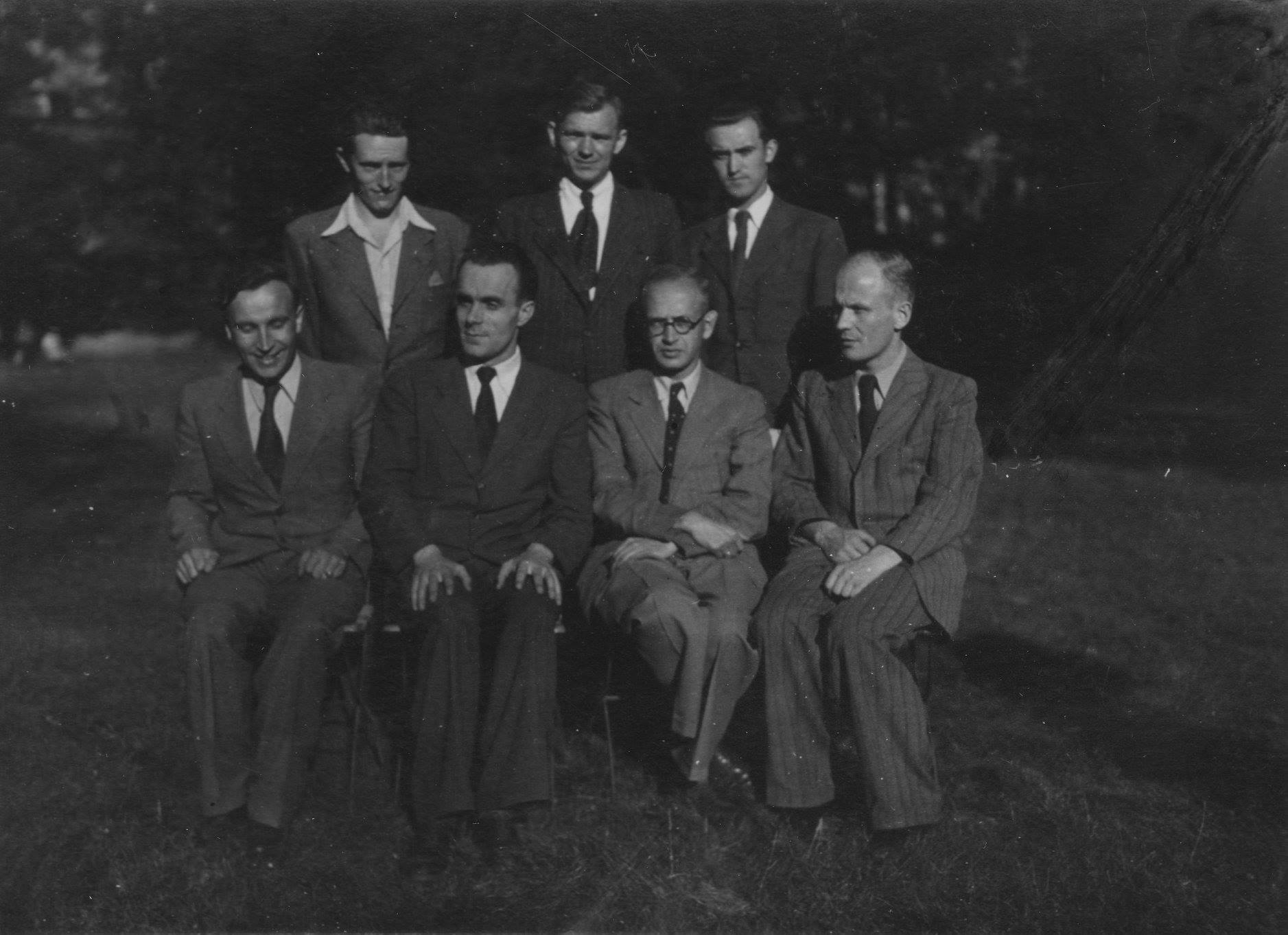
Управа ЦЕСУС, Відень, літо 1946 р. Сидять: невідомий, Василь Рудко, Євген Пизюр, Володимир Кучер; стоять: Іван Лисяк-Рудницький, Омелян Пріцак, Богдан Цимбалістий.

- Дорожинський Павло Миколайович (1954—1958)
- Гановський Євген (1958—1967)
- Футей Богдан Петрович (1967—1970)
- Романишин Олег (1970—1973)
- Чорнодольський Андрій (1973—1976)
- Якута Дмитро (1976—1977)
- Гаргай Богдан (1977—до сьогодні)

## Організації-члени ЦЕСУС
- Професійна Організація Українського Студентства
- Комітет Українського Студентства Буковини
- Союз Українських Студентських Організацій у Румунії
- Союз Українських Студентських Організацій під Польщею
- Союз Українських Студентських Організацій в Німеччині та Данціґу
- Союз Підкарпатських Українських Студентів
- Націоналістична Організація Українського Студентства
- «Зарево»
- Товариство Української Студіюючої Молоді ім. М. Міхновського
- Товариство українських студентів-католиків «Обнова»
- Об'єднання Православних студентів
- Союз Українських Студентських Товариств Америки
- Союз Українських Студентів Канади
- Централя Українського Студентства Австралії
- Союз Аргентинсько-Українських Студентів
- Союз Українських Студентських Товариств в Європі

## Видання
- «Студентський Вісник» (Прага, 1923—1931)
- «Студентський Шлях» (Львів, 1931—1934)
- «Студентський Вісник» (1935—1939)
- «Вісник ЦЕСУС»
- «Звено» (редактор В. Білинський-Кримський)
- «Студентський Шлях» (1946 —) Берлін. Німеччина.
- «Студентський Вісник» (1948—1949)
- «Вісті ЦЕСУС» (1947—1956)

## Членство в міжнародних організаціях
- Міжнародна Студентська Конфедерація (Confédération Internationale des Etudiants (CIE)) (українська репрезентація була прийнята до CIE ще 1921, перед заснуванням ЦЕСУС)
- Міжнародна Студентська Служба (International Students Service (ISS))
- Інтернаціональна Студентська Ліга (Internationale Studentenliga)
- Міжнародний Союз Студентів (International Union of Students (I.U.S.)
- Координаційний Осередок Національних Студентських Союзів (КОСЕК)
- Світова Університетська Служба (World University Service)